# Henri de Borniol
 (octobre 2011).
Si vous disposez d'ouvrages ou d'articles de référence ou si vous connaissez des sites web de qualité traitant du thème abordé ici, merci de compléter l'article en donnant les références utiles à sa vérifiabilité et en les liant à la section « Notes et références ».

La maison Henri de Borniol est la plus ancienne entreprise française de pompes funèbres et de protocole encore en activité.
Elle a été créée en 1820 par Henri-Joseph de Borniol. Elle est actuellement la marque du groupe OGF, qui réunit les réseaux formés par les Pompes funèbres générales, les agences Roblot, les agences Sérénium services funéraires et les agences Dignité funéraire. 
Elle perpétue, parallèlement aux services funéraires proprement dits, une activité d’ordonnance des cérémonies publiques ou privées et une contribution au protocole d’État.

## La naissance de la maison Borniol
Henri-Joseph de Borniol, descendant d’une dynastie de maîtres-verriers de la Verrerie royale de Nevers, crée en 1820 une société de transport dans l’ouest parisien. Il assure la pratique du transport des défunts puis l’exécution intégrale des obsèques pour le compte de plusieurs paroisses et celui des entrepreneurs adjudicataires de l’administration locale des pompes funèbres, qui sont l’intermédiaire obligatoire entre les familles et les concessionnaires. 
Henri de Borniol contribuera à fixer le canon esthétique des obsèques traditionnelles françaises pour cent cinquante ans.

## Une marque illustre
Sous Louis-Philippe, puis sous le Second Empire, la Maison se signale par le règlement de cortèges funèbres pour les obsèques de plusieurs maréchaux. Son nom sera peu à peu associé à l’idée même de funérailles nationales ou solennelles.
Depuis la IIIe République française, et jusqu’à nos jours, la Maison a conduit à leur dernière demeure tous les présidents de la République Française (Coty, De Gaulle, Mitterrand...), les maréchaux de France, leurs veuves, beaucoup des membres les plus illustres de l’Institut et nombre de grands serviteurs de l’État. 
La maison Borniol sert la Maison de France[Qui ?] pour le règlement des obsèques mais également dans l’ordonnance de mariages ou d’anniversaires de cette famille. Et l’excellence de la marque dans ce service particulier[En quoi ?] lui vaut également la confiance de personnalités royales étrangères. C’est ainsi que le convoi funèbre de retour dans sa patrie de la reine Isabelle II d’Espagne, décédée en France en 1904, est réglé par la Maison. 

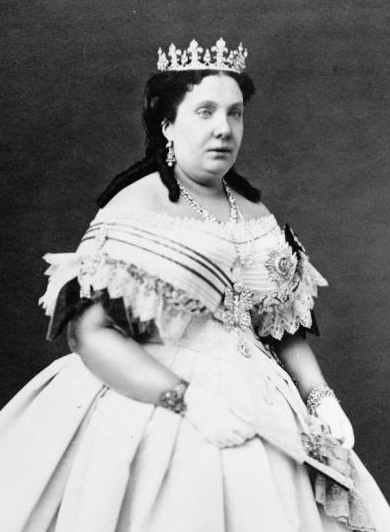
La reine Isabelle II d'Espagne, décédée à Paris en 1904.

## L'ère Guichot-Pérère
Après la Première Guerre mondiale, la fonction de chef du protocole de la maison Borniol est assurée par Louis Guichot-Pérère, pendant plus de cinquante ans :  les obsèques en 1926 du duc d’Orléans et celles du prince Napoléon, en 1929 le maréchal Foch, en 1931 le duc d'Anjou et de Madrid (messe à Saint-Philippe du Roule), en 1933 Anna de Noailles, en 1936 le duc d'Anjou et de San Jaime (messe à Notre-Dame-des-Victoires).

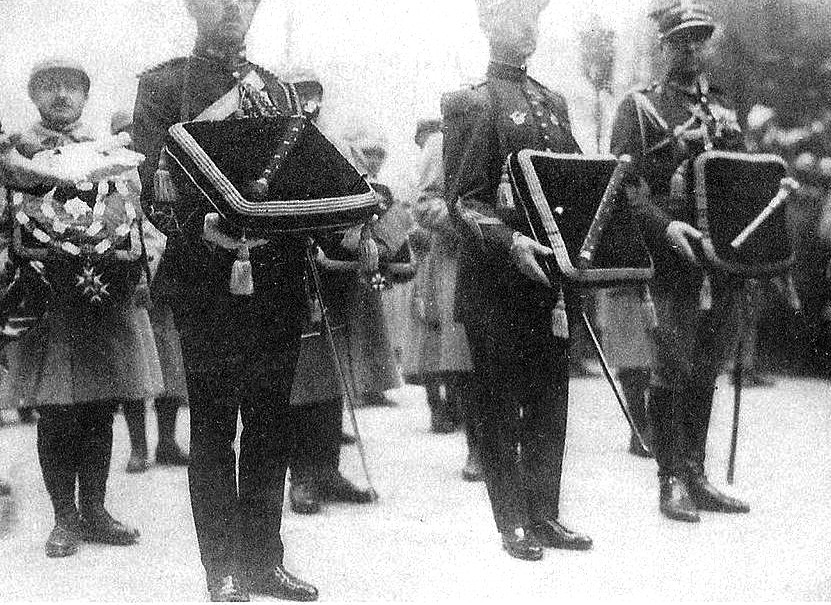
Funérailles du maréchal Foch. La présentation des bâtons de maréchal : France, Royaume-Uni et Pologne.

La Maison règle la cérémonie officielle à la mémoire de Jean Mermoz et son équipage et le service religieux célébré à Paris à l’occasion du couronnement du roi George VI et de la reine Élisabeth II. Pour l’Allemagne, un service est commandé à la mémoire du maréchal Hindenburg ; pour la Pologne, in memoriam le président Piłsudski. 
À la demande des États-Unis, la Maison règle un service à la mémoire du président John Fitzgerald Kennedy ; pour la Belgique, le Te Deum annuel d’action de grâce pour la fête du Roi, à Saint-Louis-des-Invalides ; pour le Saint-Siège, les réceptions à la Nonciature de Paris, les services de requiem pour les Souverains Pontifes, leurs services d’anniversaire d’élection.
Louis Guichot-Pérère était chevalier de la Légion d’honneur.

## Les successeurs

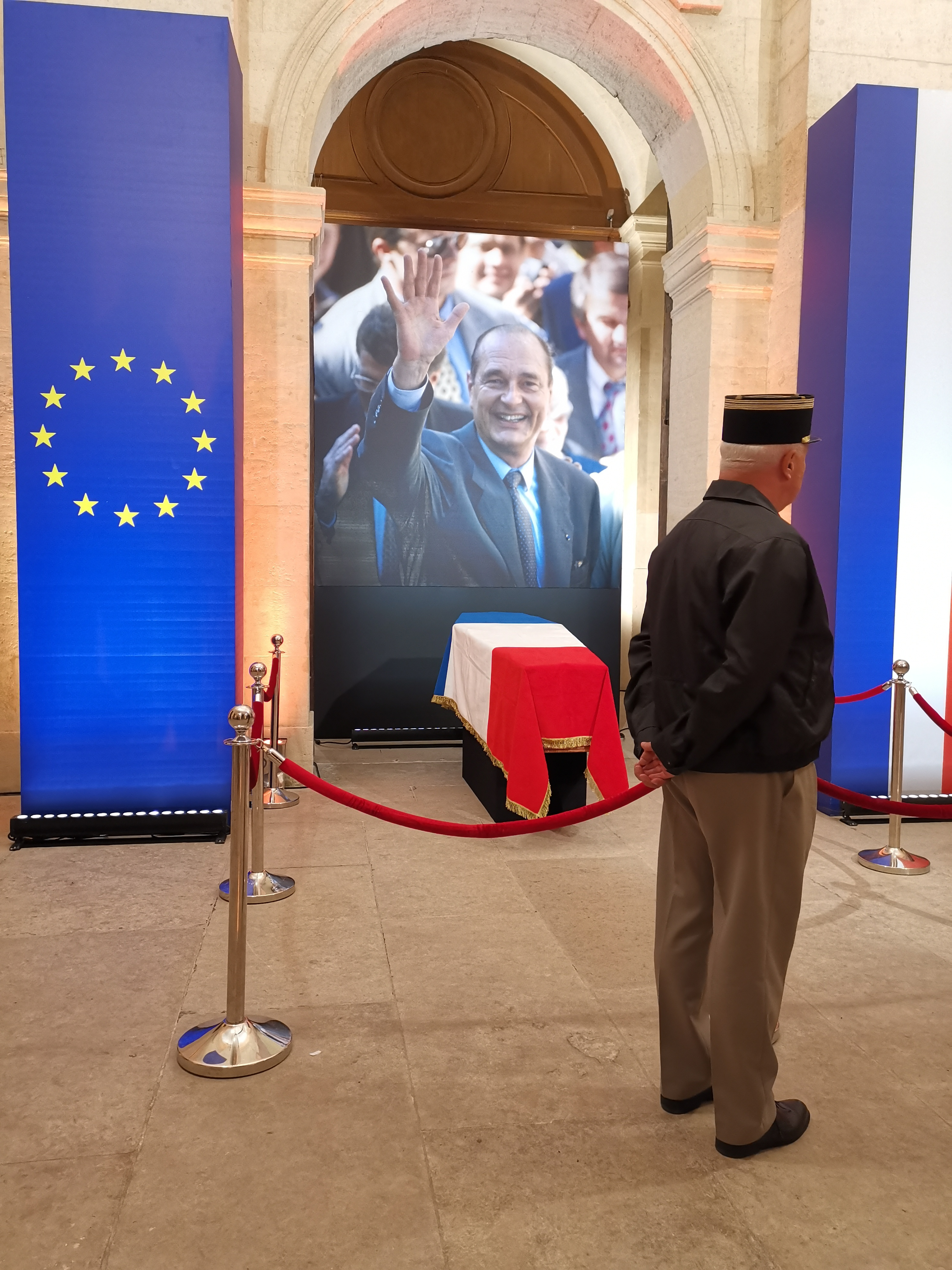
Le cercueil de Jacques Chirac, fabriqué par la maison Henri de Borniol

Pierre Chadenier (1979-1993), entré dans la maison en 1959, est associé à l’organisation de grands événements. Il devient en 1965 l’adjoint de Louis Guichot-Pérère. Il est nommé chef du protocole le 1er avril 1979. À ce titre, il sert ou dirige le protocole des funérailles du maréchal Juin, du général de Gaulle et du président Pompidou, de René Cassin, Edgar Faure ou Edmond Michelet, des cardinaux Veuillot et Feltin, anciens archevêques de Paris, celles de François Mauriac, de Maria Callas, Dalida, Maurice Chevalier, Claude François ou Thierry Le Luron, de la translation au Panthéon des cendres de Jean Moulin, René Cassin, Jean Monnet, Gaspard Monge, Condorcet et l’abbé Grégoire. Il est à l’origine de la collaboration de la Maison avec l'Hôtel des Invalides et avec les services de l’Institut de France et de ses académies.
Pierre Chadenier est chevalier de l’ordre national du Mérite (France), médaille de vermeil de la ville de Paris et chevalier de l’ordre de la Couronne (Belgique).
Patrick Guichot, entré dans la Maison en 1981, devient en 1993 le titulaire de la fonction. On lui doit l’ordonnance des funérailles du président François Mitterrand (1996, Paris et Jarnac), celles du prince Napoléon (1997, Lausanne, Paris et Ajaccio), celles du comte de Paris (1999, Dreux), puis celles de la comtesse de Paris (2003, Dreux), en 2005, les obsèques du prince Rainier III, celles de Claude Francois (1978, Paris).
Sous sa direction, la Maison continue d’être régulièrement associée à l’organisation d’événements princiers, de mariages de la très haute société, de visites officielles de chefs d’État, de réceptions du monde diplomatique ou de commémorations nationales. Elle a participé à la mise en place du protocole de la cérémonie d’investiture du président Alassane Ouattara, à Yamoussoukro (mai 2011).
Patrick  Guichot est chevalier de l’ordre national du Mérite (France) et chevalier de l’ordre de Léopold II (Belgique).
Depuis 2024, Mathieu Ottaviani est le Directeur de la Maison Henri de Borniol  

## Dans la musique
La maison Borniol est le thème principal de La maison Borniol, titre d'une chanson d'Hubert-Félix Thiéfaine, apparue dans son premier album Tout corps vivant branché sur le secteur étant appelé à s'émouvoir (1978).

## Dans la poésie
Le poète Bernard Dimey (1931-1981) évoque la célèbre entreprise de pompes funèbres dans "Armée du Salut"<poem>Je finirai ma vie entre quatre guignols Qu'on aura mis dehors à la porte d'un bouge Qui n'auront plus de quoi s'offrir un verre de rouge Un tout petit manteau, peut-être, chez Borniol</poem>

## En argot parisien
Souvent, dans les expressions argotiques du pavé parisien, le mot de Borniol évoque la mort de manière ironique.
Dans l'argot professionnel des projectionnistes et des décorateurs de théâtre, "bornioliser" un espace (un projecteur, une partie du décors, signifie "mettre une grande tenture noire" destinée à masquer l'objet. Il y est fait référence ici aux immenses tentures de la maison Borniol qu'on installait à la sortie des églises, affublées des initiales du défunt en grandes lettres blanches. Par extension un Borniol est un lé de tissus de coton ou de velours très épais, chargé de modifier l'environnement (visuel ou sonore) d'un espace de tournage.

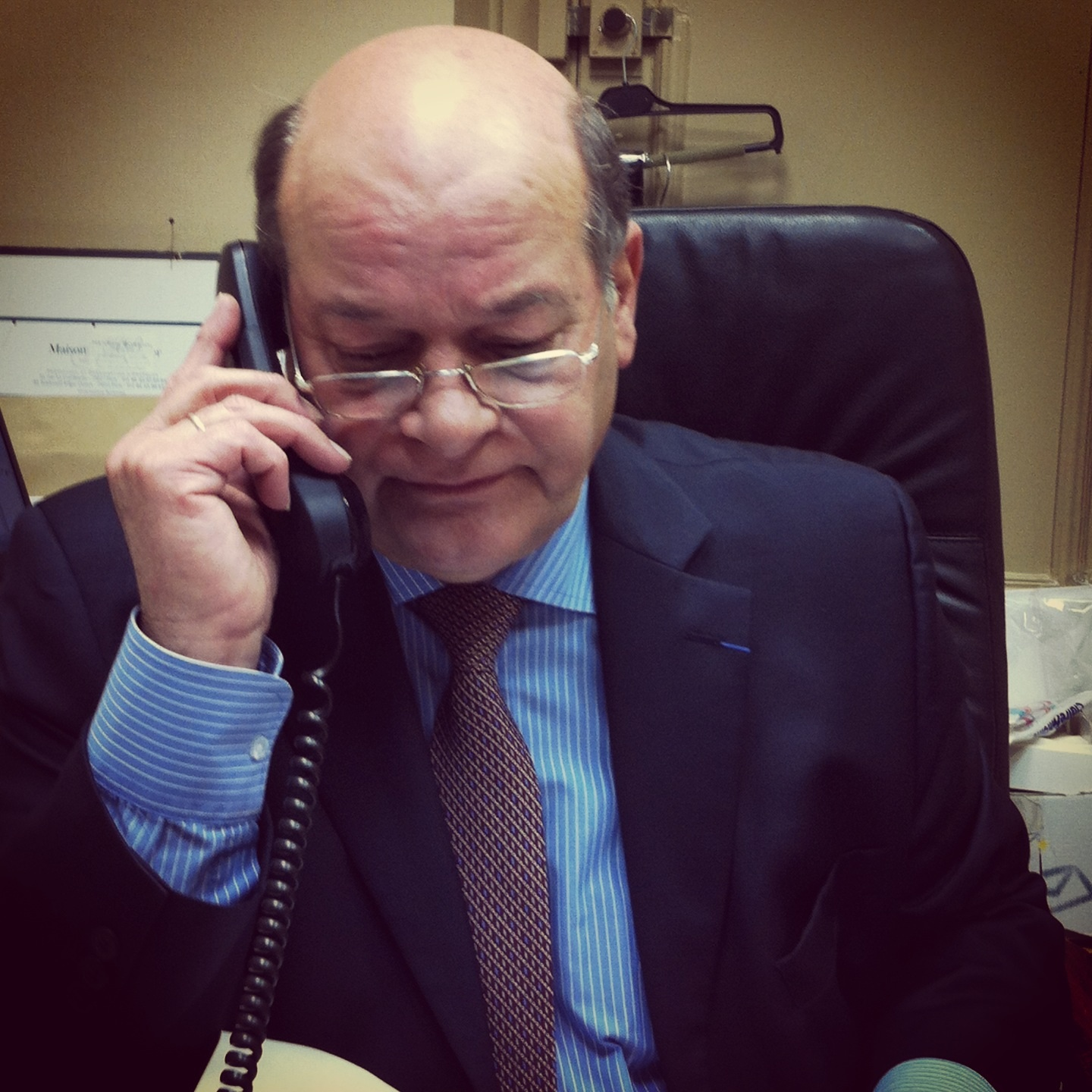
Patrick Guichot, Chef du Protocole depuis 1993.